# Kap Brown
Der Kap Brown (in Argentinien Cabo Nicolás genannt) ist ein markantes, vereistes Kap, dass sich etwa 9 km nordnordöstlich des Gipfels des Mount Nicholas befindet und die Einfahrt zur Schokalskibucht an der Nordostküste der Alexander-I.-Insel östlich begrenzt.
Die erste Sichtung des Kaps geht auf das Jahr 1909 durch Teilnehmer der vierten französischen Antarktis-Expedition 1908 bis 1910 unter der Leitung Jean-Baptiste Charcots zurück, die jedoch das Kap fälschlich als Insel identifizierten. Erste Luftaufnahmen, die später einer groben Kartierung dienten, entstanden 1937 bei der British Graham Land Expedition unter der Leitung des australischen Polarforschers John Rymill. Der britische Geodät Colin Chambers Brown (1926–1997), nach dem das Kap benannt ist, nahm 1948 für den Falkland Islands Dependencies Survey eine Vermessung des Kaps vor.